# Aglossa steralis
Aglossa steralis is een vlinder uit de familie snuitmotten (Pyralidae). De wetenschappelijke naam van deze soort is voor het eerst geldig gepubliceerd in 1875 door Felder & Rogenhofer.
De soort komt voor in tropisch Afrika.